# Sabcomelina
La sabcomelina (Memric; SB-202,026) es un agonista parcial selectivo del receptor M1 que estaba en desarrollo para el tratamiento de la enfermedad de Alzheimer. Llegó a los ensayos clínicos de fase III antes de ser descontinuado debido a los malos resultados.